# Wspólnota administracyjna Freudenstadt
Wspólnota administracyjna Freudenstadt – wspólnota administracyjna (niem. Vereinbarte Verwaltungsgemeinschaft) w Niemczech, w kraju związkowym Badenia-Wirtembergia, w rejencji Karlsruhe, w regionie Nordschwarzwald, w powiecie Freudenstadt. Siedziba wspólnoty znajduje się w mieście Freudenstadt, przewodniczącym jej jest Erwin Reichert.
Wspólnota administracyjna zrzesza jedno miasto i dwie gminy wiejskie:
- Bad Rippoldsau-Schapbach, 2 234 mieszkańców, 73,14 km²
- Freudenstadt, miasto, 23 551 mieszkańców, 87,58 km²
- Seewald, 2 325 mieszkańców, 58,50 km²